# أجلونيما مزخرفة
أجلونيما مزخرفة (الاسم العلمي: Aglaonema pictum) هي نوع من النباتات يتبع جنس الأجلونيما من الفصيلة اللوفية.